# Diario Frontera
O Diario Frontera é um jornal venezuelano de corte generalista que circula no estado Mérida e a zona Sur do Lago de Maracaibo. Fundado em 1978 na capital do estado  é o diário mas antigo e de maior circulação desta região.
É membro fundador a Câmara Venezuelana de Imprensa Regional e está filiado ao Bloco de Imprensa Venezuelano.

## Característica
O jornal é distribuído em formato tipo standard cor e está conformado por três corpos. Inclui notícias regionais, nacionais, internacionais, em âmbitos de política, desportos, saúde e tecnologia. Também edita dois suplementos de domingo: a revista Aquí entre Nos e o suplemento infantil Chipilín, como também edições especiais em certas datas como A Feria del Sol e Día del Trabajador.

## História
Oficialmente a Diario Frontera foi lançado o 12 de agosto de 1978 por quem fosse seu fundador e proprietário o Sr. José Benedicto Monsalve, com o apoio de um grupo de empresários da cidade entre quem destaca o advogado e escritor Rafael Ángel Galegos, seu primeiro director. Os primeiros exemplares foram impressos em alvo e negro em uma velha rotativa que tinha pertencido até então ao Diario Critica da cidade de Maracaibo.
Nos anos 80 Diario Frontera caracterizou-se por ser um jornal generalista em alvo e negro de ao redor de 20 páginas dividido em dois corpos. Desde 1989 publica com regularidad uma página ou secção dedicada exclusivamente a temas da Universidade dos Andes, isso devido à grande concentração estudiantil e a importância que tem esta instituição na vida da cidade.
Em meados de 2005 depois da publicação da reseña policial de um jovem universitário assassinado, a sede do jornal foi atacada por um grupo de estudantes dando início a uma série de distúrbios que afectaram à maior parte da cidade . Este facto produziu a rejeição dos diferentes sectores politicos e sociais que fazem vida na região bem como uma reacção de parte da ONG Repórteres Sem Fronteiras. No entanto no meio de questionamentos por parte das autoridades o facto não foi pesquisado .
Para o ano 2009 Diario Frontera é uma publicação madura que oferece quatro corpos durante a semana e cinco nos sábados e domingos com algumas páginas a cor. Para a celebração de suas 30 anos levou a cabo uma renovação de sua imagem corporativa que incluiu mudança de logo e tipografia, reoerganización do conteúdo e uma nova maquetación a seis colunas. Um pouco mas adiante começa a publicar-se um corpo de desportos em formato tabloide a todo a cor.

## Circulação
Em 2010 o jornal ténia uma circulação de 40 mil exemplares (45 mil no dia domingo) distribuídos principalmente no estado Mérida, Sur do Lago de Maracaibo, zona Panamericana e com uma pequena presença em Caracas. Assim mesmo conta com uma versão digital em linha.

## Directores
- Rafael Ángel Gallegos
- Alcides Monsalve